# پریلا
پریلا (به لاتین: Perila) یک منطقهٔ مسکونی در استونی است که در دهستان راسیکو واقع شده‌است.